# Anders Celsius
Anders Celsius (n. 27 noiembrie/8 decembrie 1701, Uppsala, Uppsala län, Suedia – d. 25 aprilie/6 mai 1744, Uppsala Cathedral Assembly⁠(d), Uppsala län, Suedia) a fost un astronom, fizician și matematician suedez.

## Date biografice

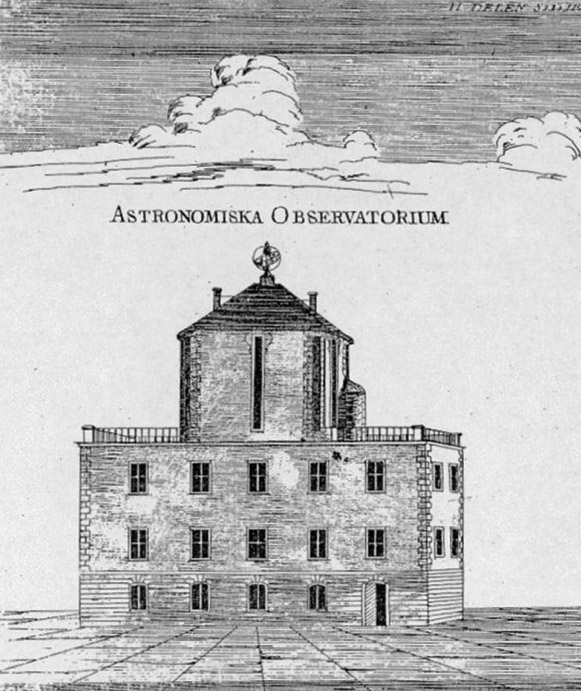
Celsius-Observatorium din Uppsala

Anders Celsius s-a născut la Ovanåker în Suedia la 27 noiembrie 1701. A fost profesor de astronomie la Universitatea din Uppsala între anii 1730 și 1744. Celsius s-a ocupat în egală măsură de geodezie și fizică. A studiat aurorele boreale și a explicat acest fenomen pentru prima dată prin magnetismul terestru.
În anul 1737 participă la o expediție în Laponia la Torneo condusă de Pierre Louis Maupertuis, Alexis Claude Clairaut și Pierre-Charles Lemonnier pentru a determina lungimea unui grad de meridian. Expediția a confirmat ideea lui Isaac Newton că Pământul nu este perfect sferic, ci este aplatizat la poli.
În anul 1742 publică rezultatele cercetărilor efectuate pentru calibrarea unui termometru din sticlă cu mercur. Pentru acest scop alege ca puncte de reper temperatura de fierbere a apei, pe care o numește „0 grade”, și cea de topire a gheții, pe care o numește „100 de grade”; după moartea lui Celsius cele două repere au fost inversate de Carl Linné. Numele său a fost atribuit în 1948 gradului centigrad de temperatură, care astfel și-a schimbat denumirea în grad Celsius (°C).
Moare de tuberculoză în 1744, la 42 de ani. 

## Opera
- Nova methodus distantiam solis a terra determinandi - (1730)
- Recueil de 316 observations d'aurores boréales - (1716-1732)
- Observationes pro figura telluris determinanda in Gallia habitse - (1738).
- Arithmetics for the Swedish Youth - (1742)